# Hadsund (parochie)
Hadsund is een parochie van de Deense Volkskerk in de Deense gemeente Mariagerfjord. De parochie maakt deel uit van het bisdom Aalborg en telt 4473 kerkleden op een bevolking van 4998 (2004).
Historisch was de parochie deel van Hindsted Herred. De parochie werd in 1970 opgenomen in de toen gevormde gemeente Hadsund. In 2007 ging deze op in de gemeente Mariagerfjord.

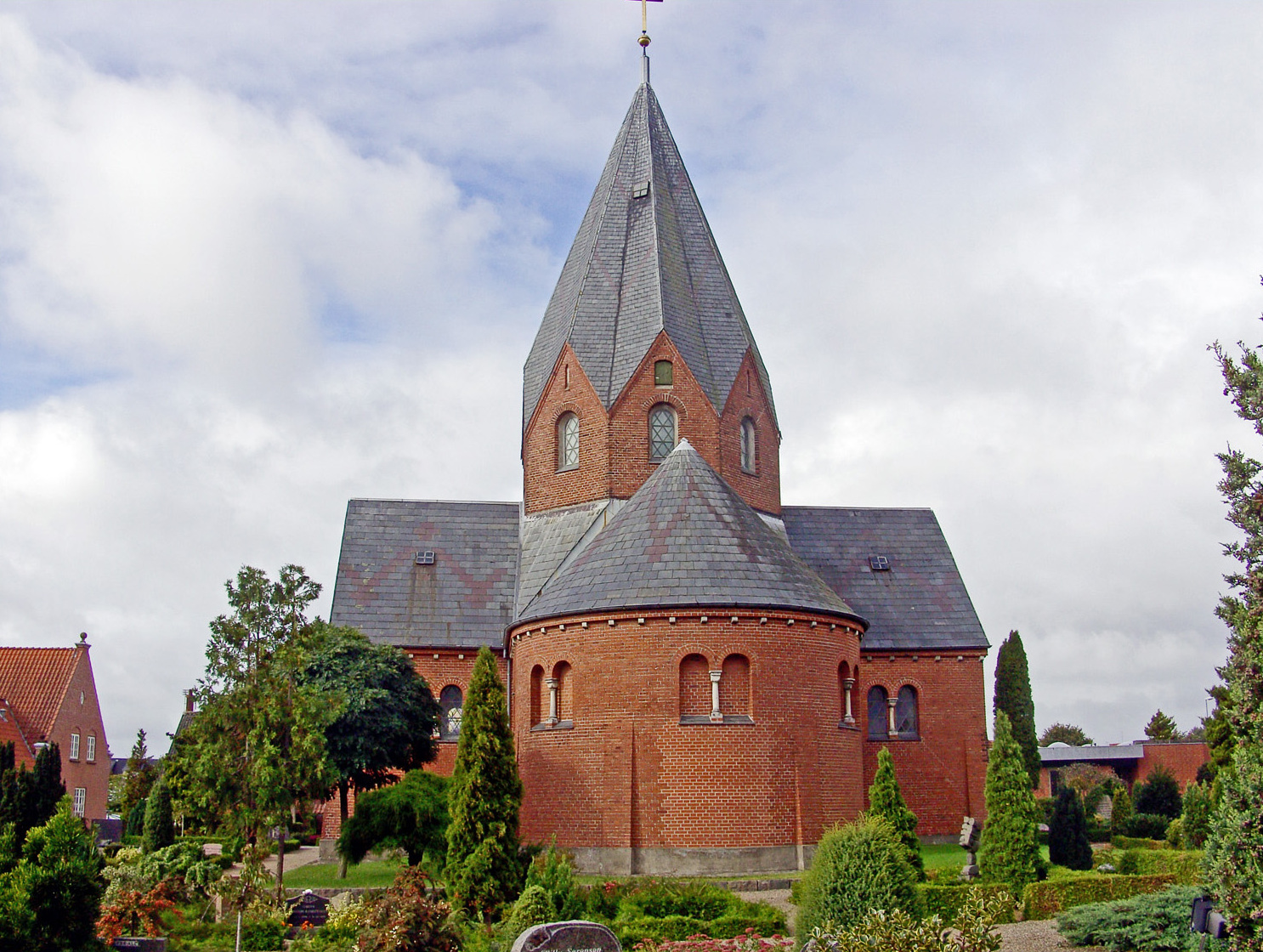
Kerk van Hadsund

Als · Arden · Astrup · Hadsund · Øster Hurup · Oue · Rold · Rostrup · Skelund · Storarden · Valsgaard · Vebbestrup · Visborg · Vive